# Sévérac d’Aveyron
Sévérac d’Aveyron ist eine französische Gemeinde mit 4.044 Einwohnern (Stand 1. Januar 2022) im Département Aveyron in der Region Okzitanien. Sie gehört zum Kanton Tarn et Causses und zum Arrondissement Rodez.
Sie entstand als Commune nouvelle mit Wirkung vom 1. Januar 2016 durch die Zusammenlegung der früheren Gemeinden Buzeins, Lapanouse, Lavernhe, Recoules-Prévinquières und Sévérac-le-Château, die in der neuen Gemeinde den Status einer Commune déléguée innehaben. Der Verwaltungssitz befindet sich im Ort Sévérac-le-Château.

## Gliederung
| Ortsteil                               | ehemaliger INSEE-Code | Fläche (km²) | Einwohnerzahl zum 1. Januar 2022 |
| -------------------------------------- | --------------------- | ------------ | -------------------------------- |
| Buzeins                                | 12040                 | 021,59       | .0203                            |
| Lapanouse                              | 12123                 | 027,19       | .0755                            |
| Lavernhe                               | 12126                 | 026,32       | .0216                            |
| Recoules-Prévinquières                 | 12196                 | 025,20       | .0462                            |
| Sévérac-le-Château (Verwaltungssitz)00 | 12270                 | 108,42       | 2.408                            |

## Lage
Sévérac d’Aveyron liegt rund 40 Kilometer östlich des Stadtzentrums von Rodez im Regionalen Naturpark Grands Causses. Der Fluss Aveyron, die Autobahn A75 und die Bahnstrecke Béziers–Neussargues durchqueren das Gemeindegebiet.

## Sehenswürdigkeiten

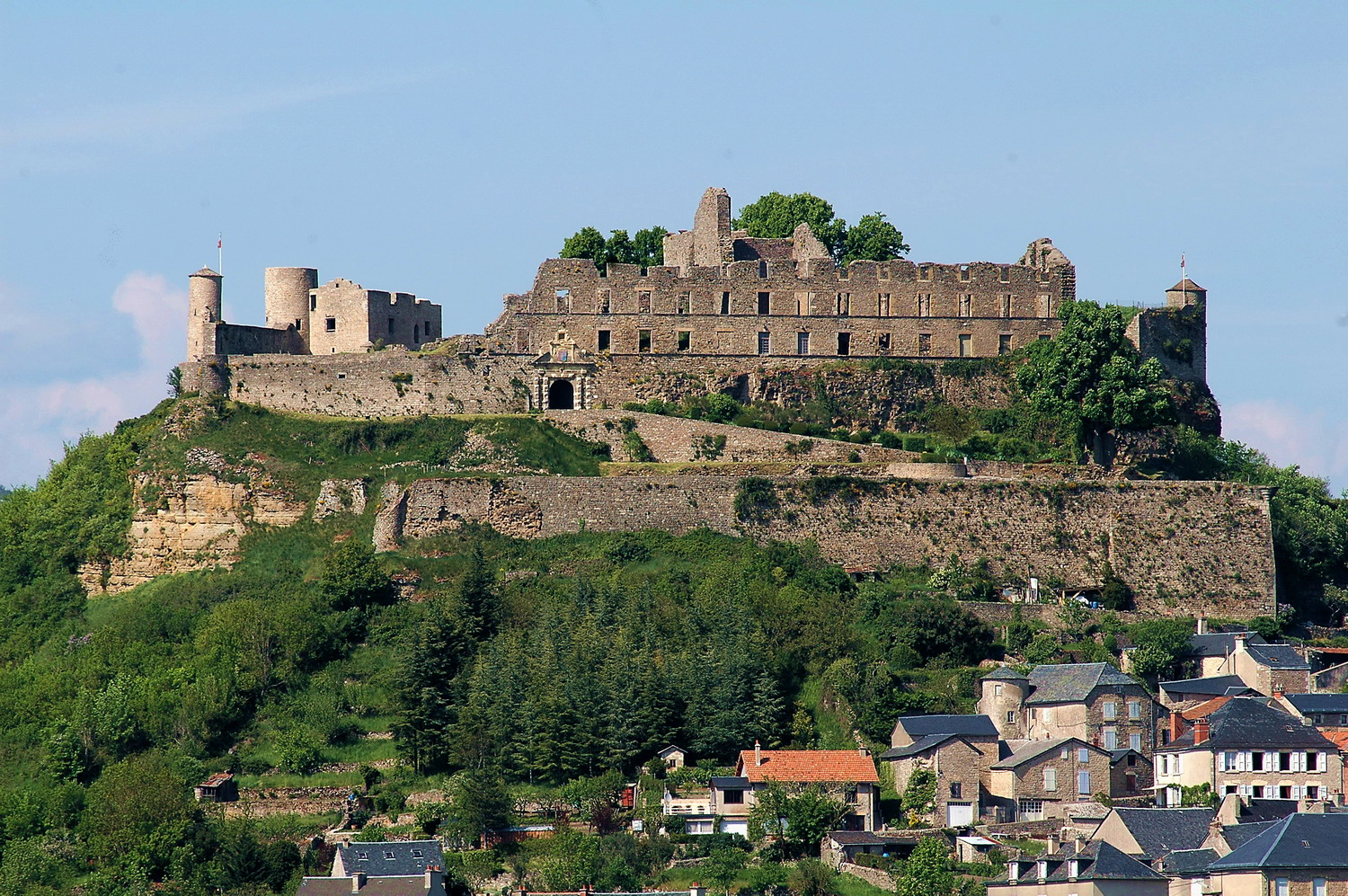
Château de Sévérac im Ortsteil Sévérac-le-Château